# Potawatomi (langue)
Cet article concerne la langue potawatomi. Pour le peuple potawatomi, voir Potawatomis.
Le potawatomi est une langue algonquienne centrale, parlée aux États-Unis, dans le Michigan, le Wisconsin et le Kansas. Des locuteurs sont aussi présents en Ontario, au Canada.
Le nombre de locuteurs est réduit à 50 sur une population ethnique de 25 000 personnes. La langue est quasiment éteinte.

## Phonologie

### Consonnes
|              | Bilabiale | Dentale | Alvéolaire | Palatale  | Vélaire | Glottale |
| ------------ | --------- | ------- | ---------- | --------- | ------- | -------- |
| Occlusive    | b/p [p]   | d/t [t] |            |           | g/k [k] | ' [ʔ]    |
| Fricative    |           |         | z/s [s]    | zh/sh [ʃ] |         | h [h]    |
| Affriquée    |           |         |            | j/ch [tʃ] |         |          |
| Nasale       | m [m]     | n [n]   |            |           |         |          |
| Semi-voyelle | w [w]     |         |            | y [j]     |         |          |

- Allophones :

Les consonnes peuvent apparaître sous une forme longue :
- bgésan - prune, pèche.
- ésban - raccoon.
- nmenajmama - Je sens que quelqu'un.
- nadwés - petit serpent.

### Voyelles
|         | Antérieure | Centrale | Postérieure |
| ------- | ---------- | -------- | ----------- |
| Fermée  | i [i]      |          |             |
| Moyenne | é [ɛ]      | e [ə]    | o [o]       |
| Ouverte |            | a [a]    |             |